# Lauri Wylie
Lauri Wylie, eigentlich Morris Laurence Samuelson (* 25. Mai 1880 in Southport, England; † 1951 bei Shoreham-by-Sea) war ein britischer Autor.

## Leben
Er war Autor/Co-Autor einiger Revuen und Operetten (u. a.  Four, Five, Six im Duke of York Theatre, Princess Charming (1930)). Sein größter Erfolg dürfte Dinner for One gewesen sein, das 1953 in der Revue John Murray Anderson’s Almanac erschien. Wylie profitierte jedoch nie davon, verkaufte – angeblich – alle Rechte an diesem Sketch an Freddie Frinton und starb 1951 verarmt in einem Wohnmobil, das ihm als Behausung diente.
Wylie hatte einen älteren Bruder, Julian Samuelson.

## Rezeption
In dem Roman Dinner for One auf Goth'sch wird behauptet, dass Laurie Wylie die Inspiration für den Sketch Dinner for One bei der Lektüre der Memoiren George Ansons, des Privatsekretärs von Prinz Albert, bekam. Darin fand Wylie die von Albert gern im Freundeskreis erzählte Anekdote vom seltsamen Geburtstagsritual seiner Großmutter, der Herzogin Sophie Karoline Amalie von Sachsen-Gotha-Altenburg. Seit 1841 habe die verwitwete Fürstin im Gothaer Winterpalais im Kreise ihrer vier längst verstorbenen Freunde – des Verlegers Justus Perthes, des Unternehmers Ernst-Wilhelm Arnoldi, des Gymnasialprofessors Johann Georg August Galletti und des Obersts Maximilian Franz Karl Ritter von Gadolla – Geburtstag gefeiert, wobei diese auf Wunsch der Herzogin durch ihren Diener vertreten werden mussten. Wylie, so der Roman, arbeitete die Grundidee eines Geburtstagsessens mit vier längst Verstorbenen zu einem Sketch um, den er mit Rücksicht auf das britische Königshaus (das infolge des Ersten Weltkriegs 1917 seinen Namen von Sachsen-Coburg und Gotha in Windsor geändert hatte und mit seiner deutschen Verwandtschaft nichts mehr zu tun haben wollte) auf einem englischen Landsitz ansiedelte. Sowohl die deutschen Namen der Protagonisten als auch die ursprünglich aufgetischten Speisen und Getränke passte Wylie für seinen Sketch englischen Gepflogenheiten an.